# 強力ネオミノファーゲンシー
強力ネオミノファーゲンシー（きょうりょくネオミノファーゲンシー）とは、ミノファーゲン製薬が製造販売している肝機能改善、アレルギー性疾患治療薬である。静脈注射または点滴静注で投与する。医療関係者からはしばしば強ミノと通称される。

## 適応
慢性肝疾患における肝機能改善。アレルギー性疾患（湿疹・蕁麻疹）。

## 組成
- グリチルリチン酸モノアンモニウム
- グリシン
- L-システイン塩酸塩

## 作用機序
- グリチルリチン酸は肝細胞増殖促進作用、肝細胞障害の抑制作用、抗炎症作用がある。しかし、カリウムに対する排泄作用があるので、低カリウム血症、血圧上昇、浮腫といった偽性アルドステロン症が副作用として現れることがある。
- 本剤に含まれるグリシンおよびL-システイン塩酸塩は、偽性アルドステロン症を抑制させる作用がある。